# Bernard de Nogaret de La Valette

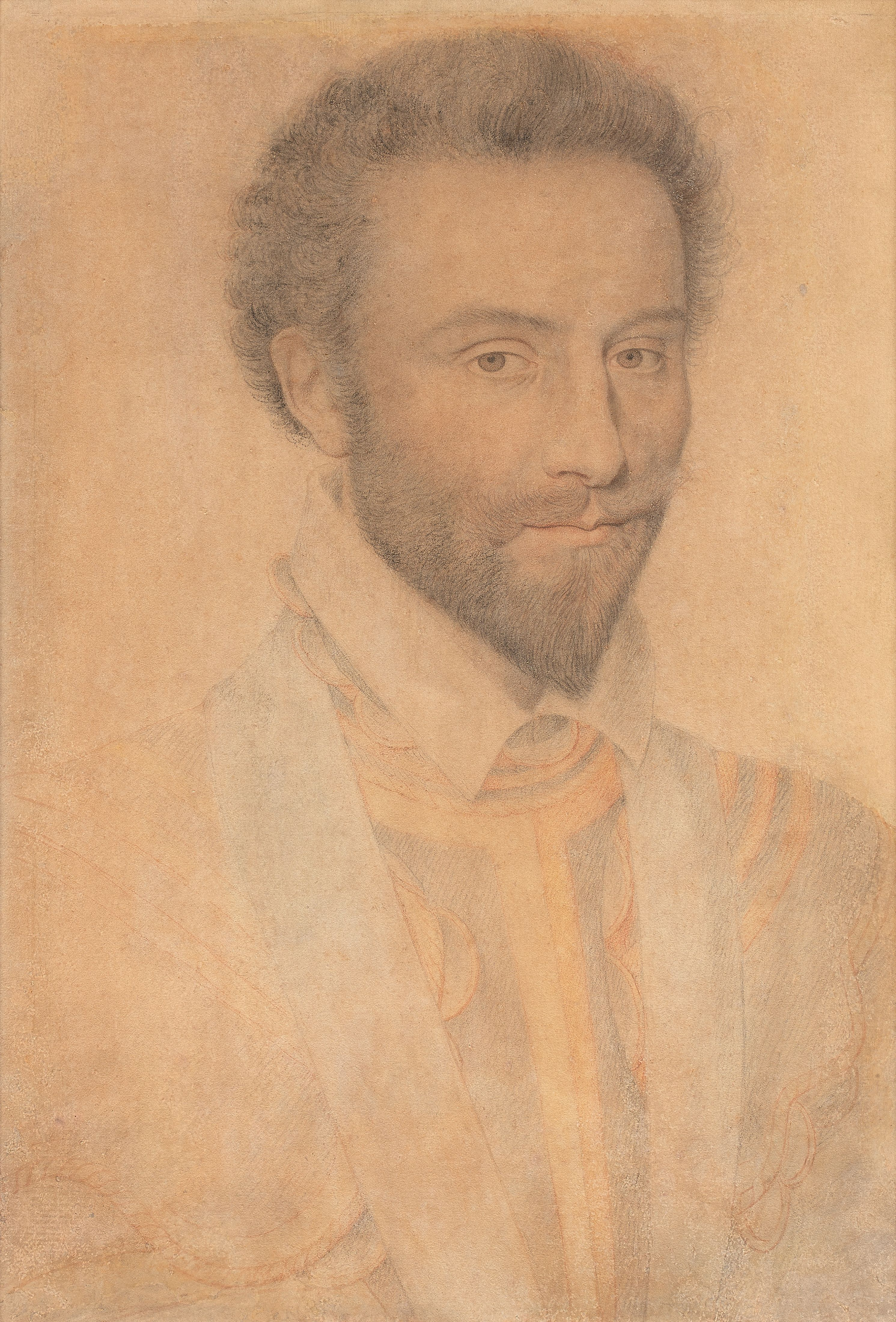
Porträt von Bernard de Nogaret de La Valette (1553–1592), Admiral von Frankreich, Pierre Dumonstier, 1584/85

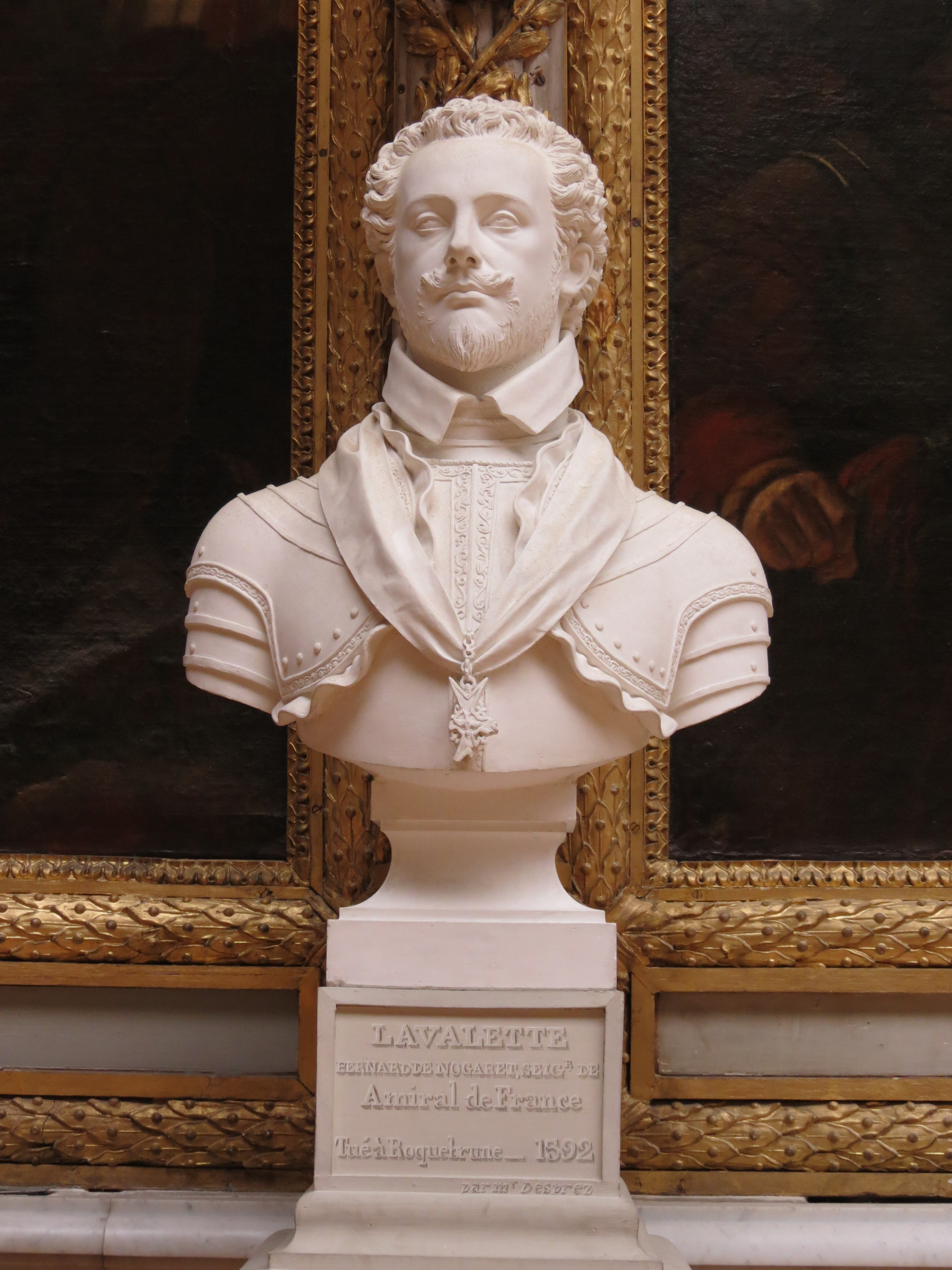
Büste in der Schlachtengalerie im Schloss Versailles

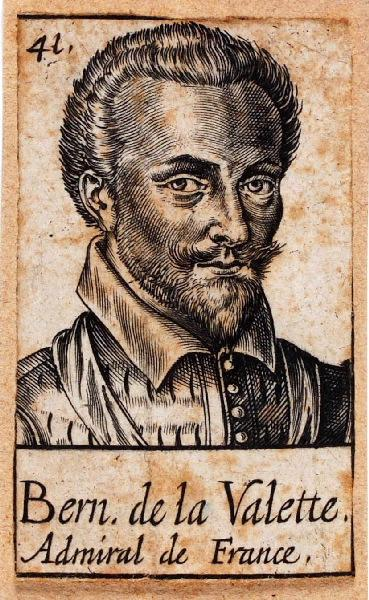
Bern. de la Valette, Admiral de France, Stich von Léonard Gaultier, in: Pourtraictz de plusieurs hommes illustres qui ont flory en France depuis l’an 1500 jusques à présent, 16. Jahrhundert Schloss Pau.

Bernard (II.) de Nogaret de La Valette (* 1553 auf Schloss Caumont; † 11. Februar 1592 bei Belagerung von Roquebrune-sur-Argens) aus der Familie Nogaret de La Valette, Seigneur de La Valette, war ein französischer Adliger und Militär, der während des Achten Hugenottenkriegs im Dienst der Könige Heinrich III. und Heinrich IV. vor allem in der Dauphiné und der Provence kämpfte.

## Leben

### Bis 1583
Bernard de Nogaret ist der älteste Sohn von Jean de Nogaret de La Valette († 1575) und Jeanne de Saint-Lary de Bellegarde († 1611), Schwester von Roger I. de Saint-Lary, Seigneur de Bellegarde, Marschall von Frankreich († 1579); er ist der Bruder von Jean Louis de Nogaret de La Valette (* 1554; † 1642), einem Favoriten König Heinrichs III., der ihn (Jean Louis) 1581 zum Herzog von Épernon machte.
Seine ersten militärischen Erfahrungen machte er 1568 in Calais. Nach dem Tod von Paul de Stuer de Caussade, Marquis de Saint-Mégrin (1554–1578) wurde er am 6. September 1578 zum Mestre de camp général der Kavallerie ernannt. Nach dem Tod des Marschalls Bellegarde wurde er am 9. April 1580 zum Gouverneur und Lieutenant-général der Markgrafschaft Saluzzo gemacht, am gleichen Tag zum Lieutenant-général commandant les armées delà les monts, also zum kommandierenden General jenseits der Alpen.
Am 13. Februar 1582 heiratete er Jeanne de Batarnay (* 1540; † Juni 1591 in Sisteron), die Tochter von René de Batarnay, Comte du Bouchage, und Isabelle de Savoie-Tende. Jeanne de Batarnay, die manchmal auch Anne de Batarnay genannt wird, ist die Tante von Anne de Joyeuse, Admiral von Frankreich. Die Ehe blieb ohne Nachkommen.
Ende Dezember 1583 wurde er Ritter im Orden vom Heiligen Geist, die Ernennung erfolgte am 21. Dezember, die Aufnahme am 31. Dezember.

### Achter Hugenottenkrieg
Zu Beginn des Achten Hugenottenkriegs diente er in der Dauphiné unter Alphonse d’Ornano und war an der Niederlage von 400 Arkebusieren und 3000 Schweizer Söldnern am Übergang über die Isère beteiligt. Er kommandierte die Armee der Dauphiné mit einer Vollmacht, die am 16. November 1585 in Paris ausgestellt wurde und auch für das Jahr 1586 galt.
Am 10. November 1586 wurde er zum Maréchal de camp général ernannt, am 7. Dezember 1586 zum Gouverneur général der Provence als Nachfolger en survivance seines Bruders sowie zum Admiral von Frankreich. Ende 1586 begab er sich nach Grenoble und eröffnete den Feldzug von 1587 mit der Belagerung von Eurre, das er zusammen mit Estic einnahm; ein Gefecht bei Monestier-de-Clermont ging zu seinem Vorteil aus. Am 4. März 1587 wurde er mit dem Gouvernement der Provence betraut und behielt es bis zu seinem Tod. Am 19. August 1587 griff La Valette mit 500 Reitern und 1200 Arkebusieren an den Ufern des Drac und der Isère eine Truppe von 4000 Schweizer Söldnern und 400 protestantischen Franzosen an, wobei die Arkebusiere den Gegner in Flucht schlugen, die Kavallerie die Flüchtenden verfolgte und kaum hundert Mann überlebten (Schlacht bei Jarrie). Am 10. November 1587 erhielt er das Gouvernement von Angoumois, Saintonge und Aunis, das seit dem Tod von César de Saint-Lary, Baron de Bellegarde, infolge der Schlacht von Coutras (20. Oktober 1587) vakant war.
Als König Heinrich III. 1588 gezwungen war, sich mit seinen Gegnern zu verständigen, bereitete sich der Herzog von Mayenne darauf vor, in die Dauphiné einzumarschieren. La Valette, der befürchtete, sich seinen bisherigen Feinden stellen und glaubte, dazu Vorkehrungen treffen zu müssen, bevor Mayenne ankam. Im August verbündete er sich mit François de Bonne, Seigneur de Lesdiguières, da er davon überzeugt war, dass er dem König diente, wenn er gegen diejenigen, die dessen Autorität an sich rissen, zu den Waffen griff. Er war an der Rückeroberung von Château-Dauphin durch Lesdiguières vom Herzog von Savoyen und an der Niederlage der 500 Männer, die den Ort verteidigten, beteiligt.
Als Kommandeur unter dem neuen König Heinrich IV. belagerte er Mitte August 1589 Lambesc, das dem Haus Guise, und machte sich zu seinem Besitzer. Als der Herzog von Savoyen im Jahr 1590 mit seiner Armee in die Provence einfiel, hielt La Valette dessen Vormarsch auf und blieb in mehreren kleineren Gefechten siegreich. In den Monaten Juni und Juli 1590 eroberte er mit Unterstützung von Lesdiguières Pertuis, Puimichel, Valensole und Montagnac.
Am 15. April 1591 kommandierte La Valette in der Schlacht bei Esparron, in der der Herzog von Savoyen geschlagen wurde, das Zentrum der Armee. La Valette marschierte danach nach Marignane, das sich am 24. April ergab. Am 23. Oktober erhielt La Valette durch Lesdiguières Verstärkung bei der Belagerung von Digne, das er am 4. November eroberte. Zuvor hatte er einen Ort in der Nähe von Sisteron eingenommen, den der Gegner hatte befestigen lassen und dessen Garnison die Truppen durch ständige Ausfälle beschäftigte. Am 20. November begann er die Belagerung von Beynes, dem aber der Herzog von Savoyen zu Hilfe kam. La Valette zog sich zurück, der Herzog zog zur Belagerung von Vinon-sur-Verdon weiter, wo es am 21. Dezember 1591 zur Schlacht kam, in der die savoyische Armee geschlagen wurde und der Herzog selbst sich nur im Schutz der Dunkelheit retten konnte. Martigues und alle Festungen in der Umgebung von Marseille ergaben sich nun La Valette.
Als er Anfang 1592 die Festung Roquebrune-sur-Argens belagerte, die ebenfalls der Herzog von Savoyen besaß, erhielt er am 11. Februar einen Schuss aus einer Arkebuse, an dem er zwei Stunden später im Alter von 39 Jahren starb.